# Robertina Santillana Paredes
Robertina Santillana Paredes (Tarapoto, 5 de abril de 1968) es una contadora y política peruana. Fue Congresista de la república durante el periodo parlamentario 2020-2021.

## Biografía
Nació en Tarapoto, el 5 de abril de 1968. Es hija de Héctor Santillana y Telma Paredes.
Estudió la carrera técnica de Contabilidad en el Instituto Superior Tecnológico Nor Oriental de la Selva.

## Vida política
Se afilió al partido Alianza para el Progreso liderado por César Acuña en 2019.

### Congresista
En las elecciones parlamentarias del 2020, fue elegida Congresista de la República en representación de San Martín por Alianza para el Progreso, con 10,735 votos, para el periodo parlamentario 2020-2021. El 16 de marzo del 2020, juró como Congresista, siendo la única mujer parlamentaria de su región.
Santillana se mostró a favor de la vacancia del expresidente Martín Vizcarra durante los 2 procesos que se dieron para ello tras haberse descubierto actos de corrupción, el segundo de los cuales terminó sacando al expresidente del poder. Santillana apoyó la moción siendo uno de los 105 parlamentarios que votó a favor de la vacancia de Martín Vizcarra.